# Marpesia zerynthia
Espèce
Marpesia zerynthia est une espèce d'insectes lépidoptères de la famille des Nymphalidae, de la sous-famille  des Limenitidinae et du genre Marpesia.

## Dénomination
Marpesia zerynthia a été décrit par Jacob Hübner en 1823.
Synonyme : Timetes coresia Godman & Salvin, [1884].

### Noms vernaculaires
Marpesia zerynthiaa se nomme Waiter en anglais,.

### Sous-espèces
Selon BioLib (29 novembre 2020) :
- Marpesia zerynthia zerynthia ; présent au Brésil.
- Marpesia zerynthia dentigera (Fruhstorfer, 1907) ; présent au Texas, en Colombie et au Pérou[1].

## Description
Marpesia zerynthia est un papillon d'une envergure de 70 mm à 81 mm, aux ailes antérieures à l'apex en crochet et ailes postérieures portant chacune une longue queue pointue.
Il existe un dimorphisme sexuel.
Le dessus est de couleur rouge cuivre à violet avec une très large bande marron depuis la moitié du bord costal des antérieures presque jusqu'à l'apex au bord interne près de l'angle interne et se continuant aux ailes postérieures.
Le revers comporte une partie basale blanche et une partie distale marron séparées par une bande cuivre, rectiligne du côté blanc, festonnée et soulignée d'un fin trait noir du côté marron.

## Biologie
Marpesia zerynthia vole en plusieurs générations de mai à novembre au Mexique, juin à octobre au Texas.

### Plantes hôtes
les plantes hôtes de sa chenille sont des Moraceae, Ficus, Chlorophora, Brosimum et Artocarpus,.

## Écologie et distribution
Marpesia zerynthia réside au Texas, au Mexique, à Panama, en Colombie, en Équateur au Pérou et au Brésil,,.

### Biotope
Marpesia zerynthia réside dans la forêt tropicale.

### Protection
Pas de statut de protection particulier.